# Свуш
Свуш (англ. Swoosh) — символ производителя спортивной обуви и одежды Nike. Он является одной из наиболее узнаваемых эмблем в мире.

## История

Символ «свуш», созданный Кэролин Дэвидсон и используемый компанией Nike

Эмблема «свуш» была создана в 1971 году студенткой-дизайнером Портлендского университета Кэролин Дэвидсон. Она познакомилась с Филом Найтом, когда тот преподавал на бухгалтерских курсах, и начала заниматься фрилансом для его компании Blue Ribbon Sports (BRS). «Свуш» был создан, когда Кэролин была расстроена неудачными попытками создать «новую» «свежую» эмблему и черкнула на бумаге галочку. В течение семи лет после своего основания в 1964 году компания BRS импортировала кроссовки Onitsuka Tiger. В 1971 году компания решила запустить свой собственный бренд под названием Nike. Дэвидсон приняла предложение Найта заняться дизайном нового бренда. В числе требований к будущей эмблеме Найт обозначил динамичность, хорошее визуальное восприятие на обуви и отличие от других известных брендов.
Весной 1971 года Дэвидсон представила Найту и другим руководителям BRS ряд вариантов эмблемы, и в конечном итоге они выбрали символ, ныне известный как «свуш». Дэвидсон предоставила счёт на 35 долларов за свою работу. В 1983 году Найт подарил Дэвидсон бриллиантовое кольцо с эмблемой «свуш» и конверт с 500 акциями Nike, чтобы выразить свою благодарность.
Название «свуш» образно передает свист ветра при движении на большой скорости и стало символом быстрого и непрерывного движения. Что касается трактовок самого символа, по словам самой Кэролин Дэвидсон, линия изображает крыло богини Ники, подарившей бренду название. Идея названия принадлежит коллеге Найта Джеффу Джонсону, которому богиня Ника приснилась во сне. В Древней Греции она символизировала победу и покровительствовала в том числе спортсменам.
Первые кроссовки с эмблемой «свуш» были представлены в июне 1972 года на отборочных соревнованиях для Олимпийских игр по лёгкой атлетике в городе Юджин в штате Орегон. Nike продолжает использовать эмблему и до настоящего времени.

### Ньюпорт, Nike и плагиат
В мае 2010 года был написан отчет, в котором популярная компания спортивной обуви Nike скопировала логотип Swoosh из Ньюпорта. Сравнение было сделано, потому что Newport был представлен в 1957 году и использовал логотип, который они называют «спинакер», в то время как Nike был сформирован 25 января 1964 года как Blue Ribbon Sports Биллом Бауэрманом и Филипом Найтом, и официально стал Nike, Inc. в 1978 году. Nike swoosh - это дизайн логотипа, созданный в 1971 году Кэролин Дэвидсон, более чем через десять лет после запуска сигарет Newport.
Несмотря на некоторые заявления, никаких конкретных доказательств того, что Nike украл логотип из Ньюпорта, так и не было найдено. 
В 2006 году Lorillard и Nike подали в суд на графического дизайнера Ари Саала Формана после того, как он выпустил свою обувь Ari Menthol 10s, которая объединила дизайн Nike Air Force 1 со спинакером и цветами Newport. По словам Формана, обувь была «посвящена двум брендам, которые взяли больше всего и дали меньше всего». В результате судебного иска Форману юридически не разрешено владеть парой Menthol 10s.